# Wilsberg: Überwachen und belohnen
Überwachen und belohnen ist die 71. Folge der Fernsehfilmreihe Wilsberg. Die Folge wurde erstmals am 20. Februar 2021 im Samstagabendprogramm des ZDF ausgestrahlt.

## Handlung
Wilsberg steht das Wasser sprichwörtlich bis zum Hals. Er ist mit seiner Miete seit drei Monaten im Rückstand und muss aufgrund eines Wasserschadens im Antiquariat vorübergehend ausziehen. Er haust nun zwischen vielen Bücherkisten in einer leerstehenden Lagerhalle, die ihm Ekki vermittelt hat. Außerdem steht Annas Patentochter Merle auf einmal vor der Tür, da ihr in den Semesterferien langweilig ist und sie gern wieder beim Ermitteln helfen würde.
Wenig später sucht Christine Lau den Privatdetektiv auf, da sie bezweifelt, dass ihr Freund Richard Bundschuh tatsächlich einem Unfall mit Fahrerflucht zum Opfer gefallen ist, wie die Polizei glaubt. Stattdessen geht sie davon aus, dass er von seinen Arbeitgebern ermordet wurde. Richard habe in der Münsteraner Firma Social Credit gearbeitet und dort brisantes Material zusammengetragen. 
Die Firma hat nach dem Vorbild des in China praktizierten Sozialkredit-Systems Zugriff auf alle Überwachungskameras in Münster und mehreren weiteren Städten erhalten und betreibt eine App, mit der die User für soziale und gesellschaftsdienliche Taten Punkte erhalten – beziehungsweise Minuspunkte für unsoziales Verhalten. Viele Punkte führen zu Vergünstigungen und können auch die berufliche Karriere befördern, während wenige Punkte (oder auch die Nicht-Teilnahme) mit teilweise erheblichen Nachteilen verbunden sind. Christine hat deswegen eine Bürgerinitiative gegen Social Credit gegründet und erhielt von ihrem Freund Informationen aus der Firma.
Wilsberg und Christine finden in der durchwühlten Wohnung des Opfers einen USB-Stick, auf dem sich verschlüsselte Daten befinden. Da auch er an ein Kapitalverbrechen denkt, schaltet er die Polizei ein, sodass Anna Springer mit Overbeck die Ermittlungen übernimmt. Da Alex seit ein paar Wochen bei Social Credit arbeitet, versucht Wilsberg, über sie an Informationen zu gelangen. Da sich Alex gegenüber ihrem Arbeitgeber aber zunächst loyal verhält, weil sie vom Social-Credit-System überzeugt ist, schleust er Ekki in die Firma ein, indem er ihn dazu bringt, ein unbezahltes Praktikum in der dortigen Finanzabteilung zu übernehmen. Bei der Entschlüsselung der Daten hilft Merle. Dadurch finden sie heraus, dass die Firma in den vergangenen Jahren gezielt Daten über wichtige Entscheidungsträger in Europa gesammelt hat, sodass sie erpressbar geworden sind und der Einführung von Social Credit in ihrem jeweiligen Einflussbereich zugestimmt haben.
Anna hatte auf eine Beförderung gehofft, wird aufgrund einer geringen Punktzahl in ihrer App aber übergangen. Ihr neuer Vorgesetzter, der unbeliebte Kommissar Horst Brinckhoff, suspendiert sie schließlich sogar und behindert Overbecks Ermittlungen. Es wird deutlich, dass Social Credit ihn mit Informationen über seine Kokainsucht unter Druck gesetzt und gezielt für seinen Aufstieg bei der Polizei gesorgt hat, wo er als „Maulwurf“ agiert.
Ekki findet heraus, dass ein Mitglied der Bürgerinitiative bei Social Credit arbeitet – er hat offenbar den Auftrag, die Gruppe zu infiltrieren. Dies möchte Wilsberg ausnutzen und liefert ihm über Christine Lau falsche Informationen über ein vermeintliches Treffen, um Social Credit aus der Reserve zu locken. Bei diesem Treffen im Botanischen Garten gelingt es Wilsberg, Ekki und Merle, die Drahtzieher des Unfalls zu überwältigen und Richard Bundschuhs Mörder, Sicherheitschef Adam Schenk, ein Geständnis zu entlocken. Wilsberg wird dabei angeschossen, hatte aber vorsichtshalber eine schusssichere Weste angezogen, die ihm Overbeck besorgt hatte. Zusammen mit Alex, die sich mittlerweile gegen ihren Arbeitgeber gewendet hat, kann Wilsberg schließlich auch die Inhaberin von Social Credit, Juliane Hell, überführen, den Mord in Auftrag gegeben zu haben. Die Firma muss ihre Geschäftstätigkeit einstellen und wird zudem durch einen Leak, den Merle ins Netz stellt, öffentlich bloßgestellt.
Brinckhoff wird suspendiert, Anna erhält ihren Posten zurück und Wilsberg kann durch Alex’ Einsatz wieder in seine Wohnung zurück, sofern er die ausstehende Miete bezahlt. Da kommt ihm das großzügige Honorar von Christine Lau gerade recht, die in ihm einen Helden sieht, da die Mörder ihres Freunds gefasst wurden und er nicht umsonst gestorben sei.

## Produktion
Der Running Gag Bielefeld findet sich in der 31. Minute, als Christine Lau in einem Treffen der Bürgerinitiative verschiedene Orte (Budapest, Belgrad, Bielefeld) nennt, in denen die behördlichen Genehmigungen für Social Credit durch Korruption zustande gekommen sind.
Overbeck erscheint bei Wilsberg verkleidet als Inspektor Clouseau, während die Pink-Panther-Melodie zu hören ist.
Bei dieser Folge handelt es sich um die letzte mit Ina Paule Klink als Anwältin Alex Holtkamp. In der Handlung wird ihr Abschied nicht ausdrücklich thematisiert, wohl aber angedeutet: Gegen Ende des Films fordert sie von Wilsberg, der sie beinahe übergangen hätte, ein Dankeschön dafür, dass sie die Kündigung seiner Wohnung abgewendet hat. Wilsberg reagiert zunächst etwas spöttisch, überlegt es sich dann aber offenbar anders und sagt sehr herzlich: „Danke, Alex!“, was diese mit einem längeren Lächeln quittiert. Dabei schaut sie zunächst ihn an und blickt dann noch einmal direkt in die Kamera, sodass die Szene auch als Abschiedsgruß an die Zuschauer interpretiert werden kann. Patricia Meeden trat als Anwältin Dr. Tessa Tilker an Klinks Stelle in der Stammbesetzung.
Die Dreharbeiten fanden zwischen dem 30. Juni 2020 und dem 1. September 2020 in Münster, Troisdorf und Köln statt. Sie erfolgten unter Corona-Bedingungen und weitgehendem Ausschluss der Öffentlichkeit. Der vorübergehende Umzug Wilsbergs wegen eines Wasserschadens in seinem Geschäft wurde ins Drehbuch geschrieben, da im Antiquariat in der Münsteraner Altstadt nicht gedreht werden durfte: Die Filmcrew hätte dort nicht genügend Abstand einhalten können. Davon abgesehen, sind die Corona-Maßnahmen für die Zuschauer nicht unmittelbar zu erkennen, es fällt lediglich auf, dass die Figuren stets relativ viel Abstand zueinander halten.
Im Abspann läuft der Titel Every Breath You Take von Pink Turtle aus dem Jahr 2008.

## Rezeption

### Kritik
Tilmann P. Gangloff gibt dem Film bei tittelbach.tv insgesamt 4,5 von 6 möglichen Sternen. Bei den Wilsberg-Krimis habe die kritische Auseinandersetzung mit den Folgen der Digitalisierung schon langsam Tradition und dies, obwohl die Protagonisten nicht gerade digital natives seien. Für Gangloff seien die Handlungsstränge perfekt miteinander verflochten, das Drehbuch erfreue mit dem ein oder anderen witzigen Einfall (z. B. Overbecks Clouseau-Verkleidung). Auch sei die Besetzung der Gastrollen treffend, vor allem Katharina Nesytowa als Firmenchefin und Torben Liebrecht als Sicherheitschef. Zusammenfassend schreibt er: „In der von Dominic Müller gleichermaßen fesselnd wie heiter umgesetzten Geschichte geht es um eine vermeintlich gemeinnützige Organisation, die im Zusammenspiel mit Politik und Behörden soziales Verhalten belohnt, in Wirklichkeit aber eine allumfassende Überwachung einführt.“
In der Neuen Osnabrücker Zeitung erhielt der Film 4 von 6 möglichen Sternen. Er biete die „gewohnte Mischung aus Spannung, Witz und Unterhaltung“, bilanzierte Kritiker Frank Jürgens, und überzeuge „wie gewohnt dank der schrullig gezeichneten Figuren, wobei natürlich der überambitionierte Kommissar Overbeck (Roland Jankowsky) auch diesmal wieder den Vogel abschießt“. „Etwas mau“ wirke hingegen „der bemüht wirkende Diskurs zum Themenkreis Privatsphäre, Überwachung und Soziale Medien“.

### Einschaltquote
Bei der Erstausstrahlung von Überwachen und belohnen am 20. Februar 2021 im ZDF wurde der Film in Deutschland von 8,2 Millionen Zuschauern gesehen und erreichte einen Marktanteil von 24,6 Prozent. Dies war damit der Quotensieg des Tages.